# Новодачное (Луганская область)
Новодачное (укр. Новодачне) — село, относится к Славяносербскому району Луганской области Украины. Под контролем самопровозглашённой Луганской Народной Республики.

## География
Село расположено на реке Лугани. Соседние населённые пункты: сёла Суходол, Красный Луч, Замостье, Говоруха и Новосёловка (все ниже по течению Лугани) на востоке, посёлки Родаково, Белое, Юрьевка на юге, Лотиково на юго-западе, город Зимогорье (выше по течению Лугани) на западе, Степовое на северо-западе, Долгое на северо-востоке.

## История
Село основано в 1930-х годах в связи с организацией совхоза «Переможец».

## Население
Население по переписи 2001 года составляло 99 человек.

## Общие сведения
Почтовый индекс — 93744. Телефонный код — 6495. Занимает площадь 0,38 км². Код КОАТУУ — 4424555904.

## Местный совет
93743, Луганская обл., Славяносербский р-н, пгт. Родаково, кв. Ленина, 15а